# Katzenthal
Katzenthal (deutsch auch Katzental) ist eine französische Gemeinde mit 517 Einwohnern (Stand 1. Januar 2022) im Département Haut-Rhin in der Region Grand Est (bis 2015 Elsass). Sie ist Mitglied der Communauté de communes de la Vallée de Kaysersberg.

## Geografie
Die etwa sieben Kilometer nordwestlich von Colmar am westlichen Rand der Oberrheinebene gelegene Ortschaft wird im Westen von bewaldeten Bergen der Vogesen flankiert. Das Gemeindegebiet gehört zum Regionalen Naturpark Ballons des Vosges.

## Geschichte
Skelettfunde aus dem Jahr 1899, die auf die Zeit von 2000 bis 1700 v. Chr. datiert wurden, beweisen, dass das Gebiet um Katzenthal schon in der Jungsteinzeit besiedelt war. Der heutige Ort entstand um die im späten 12. Jahrhundert erbaute Burg Wineck. Das erste Mal wurde der Ort als Chacindale in einer Urkunde von Papst Lucius III. erwähnt.
Im Mittelalter gehörte der Ort zur Herrschaft Landsberg, die im 16. Jahrhundert an Lazarus von Schwendi ging,  der 1568 von Kaiser Maximilian II. zum „Reichsfreiherrn von Landsberg“ erhoben wurde (ab 1572 „Reichsfreiherr von Hohenlandsberg“). Im Frieden von Rijswijk (1697) wurde das Gebiet erneut französisch. Von 1871 bis zum Ende des Ersten Weltkrieges gehörte Katzenthal als Teil des Reichslandes Elsaß-Lothringen zum Deutschen Reich und war dem Kreis Rappoltsweiler im Bezirk Oberelsaß zugeordnet.
Im Ersten und Zweiten Weltkrieg war der Ort jeweils Schauplatz von Kampfhandlungen, die vor allem gegen Ende des Zweiten Weltkriegs während der Schlacht im Kessel von Colmar große Schäden hinterließen.
Seit 1986 gehört Katzenthal mit mehreren elsässischen Gemeinden dem Lazarus-Schwendi-Städtebund an und erinnert damit an eine besonders glückliche Epoche seiner Geschichte.

## Bevölkerungsentwicklung
| Jahr                                           | 1910 | 1962 | 1968 | 1975 | 1982 | 1990 | 1999 | 2007 | 2017 |
| ---------------------------------------------- | ---- | ---- | ---- | ---- | ---- | ---- | ---- | ---- | ---- |
| Einwohner                                      | 509  | 463  | 483  | 528  | 505  | 505  | 497  | 544  | 528  |
| Quelle: Gemeindeverzeichnis, Cassini und INSEE |      |      |      |      |      |      |      |      |      |

## Wirtschaft
In Katzenthal spielt der Weinbau eine herausragende Rolle. Die Einzellage Wineck-Schlossbergian der Elsässer Weinstraße ist eine Alsace-Grand-Cru-Lage.

## Sehenswürdigkeiten

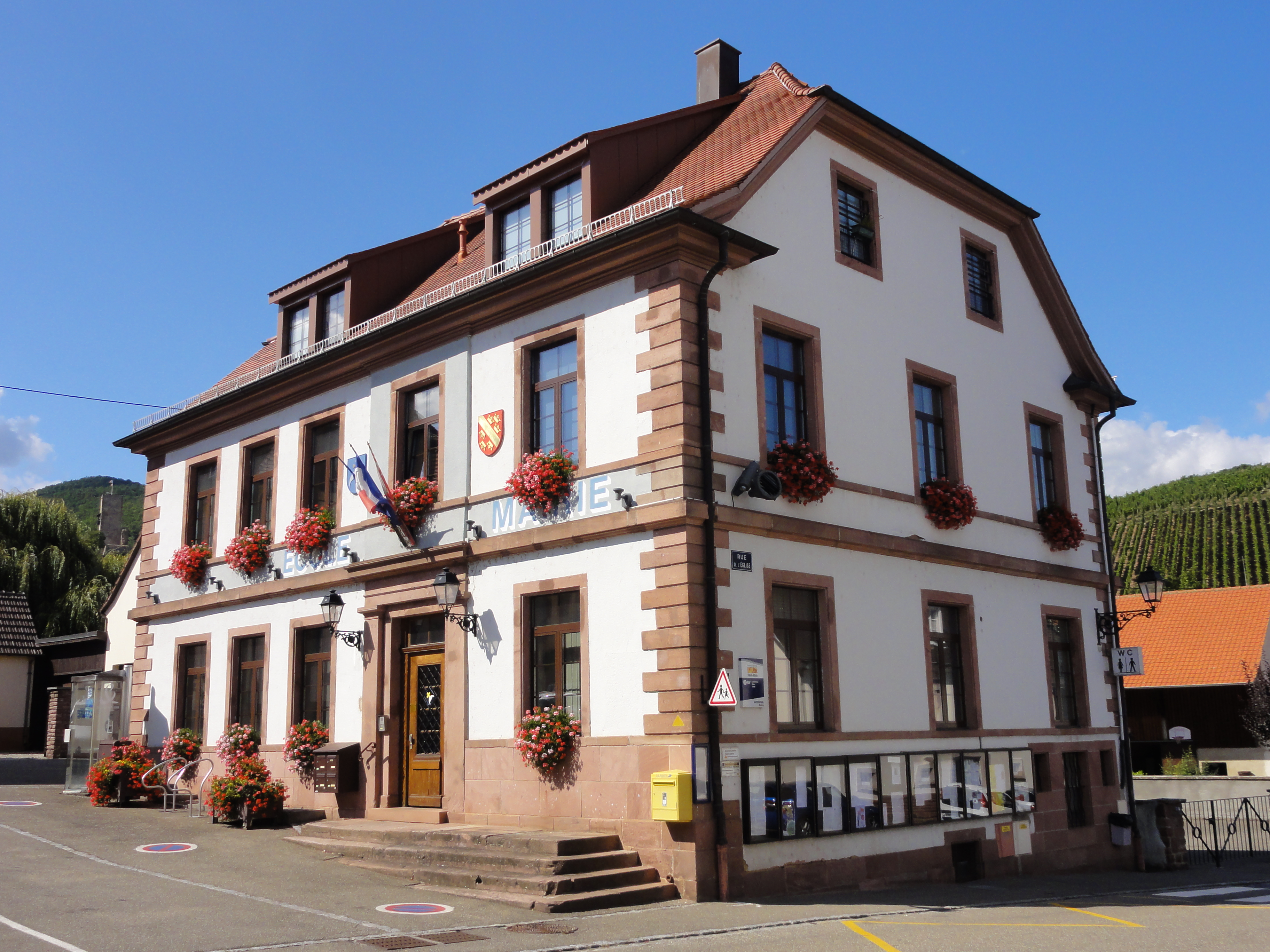
Mairie Katzenthal

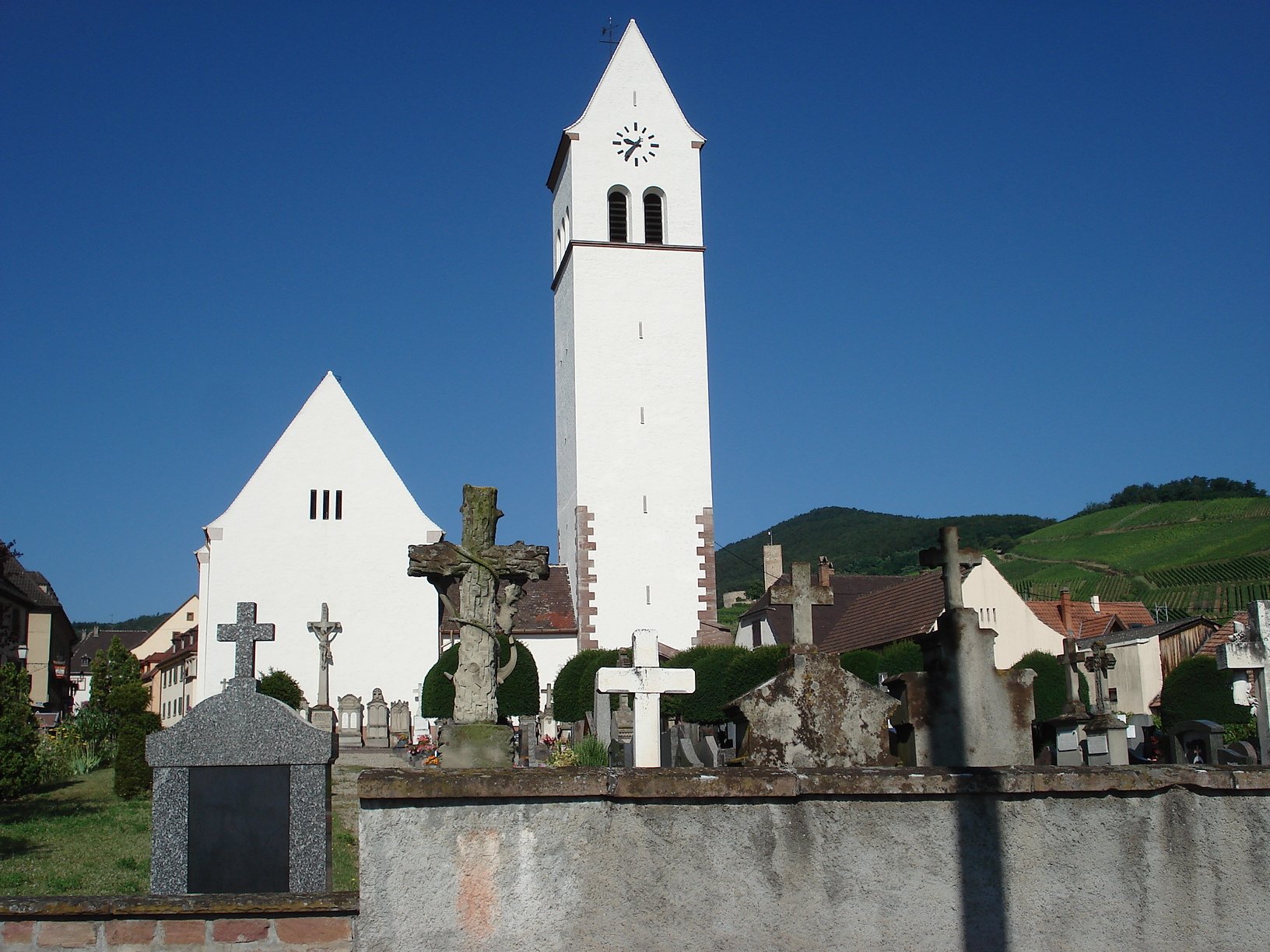
Kirche Saint-Nicolas

- Die Burg Wineck wurde um 1200 erbaut, war aber 1502 bereits wieder zerstört. Seit 1972 kümmert sich ein Verein um die Sicherung und teilweise Restaurierung der Burganlage, deren Bergfried weithin sichtbar ist.
- Die Kirche Saint-Nicolas wurde 1719 erbaut, nachdem Katzenthal 1690 eine eigene Pfarrei geworden war. Der Kirchturm wurde allerdings erst 1895 errichtet. Die schweren Schäden an dem Gebäude durch Kämpfe im Zweiten Weltkrieg konnten erst 1955 endgültig behoben werden.